# Косов Ярослав Олексійович
Ярослав Олексійович Косов (рос. Ярослав Алексеевич Косов; 5 липня 1993, м. Магнітогорськ, СРСР) — російський хокеїст, правий нападник. Виступає за «Металург» (Магнітогорськ) у Континентальній хокейній лізі.
Вихованець хокейної школи «Металург» (Магнітогорськ). Виступав за «Стальні Лиси» (Магнітогорськ), «Южний Урал» (Орськ).
У складі молодіжної збірної Росії учасник чемпіонату світу 2012.
Досягнення
- Срібний призер молодіжного чемпіонату світу (2012).
- Володар Кубка Гагаріна (2014).